# Mucropetraliella loculifera
Mucropetraliella loculifera är en mossdjursart som beskrevs av Harmer 1957. Mucropetraliella loculifera ingår i släktet Mucropetraliella och familjen Petraliellidae. Inga underarter finns listade i Catalogue of Life.